# سامانتا ماستین
سامانتا جوی ماستین (انگلیسی: Samantha Joy Mostyn؛ زادهٔ ۱۳ سپتامبر ۱۹۶۵) کارآفرین و مدافع استرالیایی است که از ژوئیه ۲۰۲۴ به‌عنوان بیست و هشتمین فرماندار کل استرالیا مشغول به فعالیت است. ماستین از حامیان تغییرات اقلیمی و برابری جنسیتی بوده است؛ او به‌عنوان نخستین زن در کمیسیونر لیگ فوتبال استرالیا خدمت کرده و از ۲۰۲۱ تا ۲۰۲۲ ریاست زنان مدیران اجرائی را بر عهده داشته است. وی همچنین عضو هیئت مدیره چندین شرکت و سازمان از جمله میرواک، ترانسوربان، بنیاد GO، شورای اقلیمی، ویرجین استرالیا و باشگاه فوتبال سیدنی سوانز بوده است. مدال ماستین، که به «بهترین و عادل‌ترین» بازیکن زن در باشگاه فوتبال «سیدنی سوانز» اعطا می‌شود، به افتخار او نام‌گذاری شده است.